# 岡山県道333号上山旦土線
岡山県道333号上山旦土線（おかやまけんどう333ごう うえやまだんどせん）は、岡山県真庭市を通る一般県道である。

## 概要
真庭市上山と真庭市旦土（だんど）を結ぶ。

### 路線データ
- 起点：真庭市上山（岡山県道66号落合加茂川線交点）
- 終点：真庭市旦土（岡山県道30号落合建部線交点、岡山県道370号江与味上河内線上）
- 総延長：6.82 km

## 歴史
- 1960年（昭和35年）3月18日 - 岡山県告示第335号により認定される。
- 1972年（昭和47年） - 固定番号制導入により現行の県道番号に変更される。
- 2005年（平成17年）3月31日 - 新庄村を除く真庭郡の町村と上房郡北房町が対等合併して真庭市が発足したことに伴い起終点の地名表記が変更される。

## 路線状況
単独区間は狭い道が続いているため大型車の通行は困難である。

### 重複区間
- 岡山県道370号江与味上河内線（真庭市旦土）

## 地理

### 通過する自治体
- 真庭市

### 交差する道路
| 交差する道路                                                    | 交差する場所   | 交差する場所 |
| --------------------------------------------------------------- | -------------- | ------------ |
| 岡山県道66号落合加茂川線                                        | 上山           | 起点         |
| 岡山県道370号江与味上河内線 重複区間起点                        | 旦土（だんど） |              |
| 岡山県道30号落合建部線 岡山県道370号江与味上河内線 重複区間終点 | 旦土           | 終点         |

### 沿線
- 真庭警察署 旦土駐在所
- 旧：真庭市立津田小学校
- 旭川